# Ярчевський Олександр Миколайович
Олександр Миколайович Ярчевський (? — †?) — підполковник Армії УНР.

## Біографія
Останнє звання у російській армії — капітан.
У 1918 р. — вартовий старшина комендантського управління м. Києва.
За Гетьманату  П. Скоропадського був підвищений до рангу військового старшини.
З 12 листопада 1920 р. — булавний старшина Генерального штабу УНР.
Подальша доля невідома.